# Comuna Markovîci, Lokaci
Markovîci (în ucraineană Марковичі) este o comună în raionul Lokaci, regiunea Volînia, Ucraina, formată din satele Markovîci (reședința) și Mijhirea.

## Demografie
Componența lingvistică a satului Markovîci
     Ucraineană (98,88%)
     Rusă (1,12%)
Conform recensământului din 2001, majoritatea populației satului Markovîci era vorbitoare de ucraineană (98,88%), existând în minoritate și vorbitori de rusă (1,12%).